# Łasuch (komiks)
Łasuch (tytuł oryginalny: Sweet Tooth) – amerykańska seria komiksowa autorstwa Kanadyjczyka Jeffa Lemire’a, ukazująca się w formie miesięcznika od września 2009 do stycznia 2013 i ponownie (pod tytułem Łasuch: Powrót) od listopada 2020 do sierpnia 2021 nakładem wydawnictwa DC Comics. Łącznie kazało się 46 zeszytów. Po polsku Łasucha opublikowało wydawnictwo Egmont Polska w latach 2018–2022 w formie tomów zbiorczych.

## Fabuła
Utrzymana w konwencji postapokaliptycznego horroru akcja serii rozgrywa się po tajemniczej zarazie zwanej Przypadłością, wskutek której na Ziemi zmarły miliardy ludzi, a dzieci rodzą się w formie zwierzęco-ludzkich hybryd. Włóczęga Jepperd ratuje jedno z takich dzieci, chłopca-jelonka Gusa, z rąk tajemniczych porywaczy. Sierota Gus wyrusza z Jepperdem do sanktuarium na Alasce, w którym znajduje się lekarstwo na zarazę. W czasie wyprawy pełnej niebezpiecznych przygód obaj dowiadują się, że to zmarły ojciec Gusa mógł być odpowiedzialny za wybuch epidemii.

## Tomy zbiorcze wydane po polsku
| Tom | Tytuł i rok wydania polskiego | Tytuł i rok wydania oryginalnego           | Zawartość                |
| --- | ----------------------------- | ------------------------------------------ | ------------------------ |
| 1   | Łasuch – Tom pierwszy (2018)  | Sweet Tooth Deluxe Edition Book One (2015) | Sweet Tooth #1–12        |
| 2   | Łasuch – Tom drugi (2018)     | Sweet Tooth Deluxe Edition Book Two (2016) | Sweet Tooth #13–25       |
| 3   | Łasuch – Tom trzeci (2019)    | Sweet Tooth Deluxe Edition Book One (2016) | Sweet Tooth #26–40       |
| 4   | Łasuch: Powrót (2022)         | Sweet Tooth: Return (2021)                 | Sweet Tooth: Return #1–6 |

## Ekranizacja
Na podstawie Łasucha powstał serial Netflixa, pod tym samym tytułem.